# Madugula
Madugula est un village du district d'Anakapalli dans l'État d'Andhra Pradesh en Inde. Elle est également connue sous le nom de Vaddadi ou Vaddadimadugula et est fondée par les dirigeants de la dynastie Matsya. Plus tard, il fusionna avec le royaume de Nandapur-Jeypore et, pendant le Raj britannique, il resta un Zamindari indépendant pendant un certain temps. Plus tard, en 1915, les zamindaris de Madugula et de Pachipenta furent achetés par le Maharaja Vikram Dev III et ils devinrent une partie du Jeypore Samasthanam et furent gouvernés par le Maharaja de Jeypore jusqu'en 1947.

## Histoire
Les dirigeants de la dynastie Matsya sont les vassaux les plus méridionaux de la dynastie du Gange oriental qui règne sur Kalinga du 5ème au 15ème siècle et la capitale des rois Matsya est connue sous le nom de « Vaddadi » dérivé du mot « Odda-Adi » qui signifie le début d'Odra desh (pays du peuple Odia ). Plus tard, il est changé en « Vaddadimadugula » et à l'époque moderne, il est divisé en deux villages dans un rayon de 11 km connus sous le nom de Waddadi et Madugula.

## Géographie
Une rivière historique appelée « Matsyakunda » prend sa source dans les collines de Madugula et se dirige ensuite vers l'ouest en Odisha jusqu'à l'ancien royaume de Jeypore. Elle revêt une importance historique car elle coulait du royaume de Matsya vers le royaume voisin des Silavanshis et plus tard des Suryavanshis. À la fin de la période médiévale, le nom de la rivière a changé de Matsyakunda à Machkunda. La rivière coule comme frontière entre l'Andhra Pradesh et l'Odisha sur près de cinquante miles, puis complètement dans le Malkangiri . Les célèbres cascades de Duduma, nommées d'après la légendaire Rani Duduma, se forment dans la rivière Machkund et à trois kilomètres de ces cascades se trouve un lieu touristique populaire appelé Matsya Tirth. Les chutes d'eau de la rivière Machkund sont utilisées pour produire de l'électricité dans le cadre du « Projet hydroélectrique de Machkund ».